# Schizonella isolepidis
Schizonella isolepidis är en svampart som beskrevs av Vánky 1990. Schizonella isolepidis ingår i släktet Schizonella och familjen Anthracoideaceae.   Inga underarter finns listade i Catalogue of Life.